# Бейли, Баррингтон Джон
Баррингтон Джон Бейли (англ. Barrington John Bayley, 9 апреля 1937, Бирмингем, графство Уэст-Мидлендс, Великобритания — 14 октября 2008, Шрусбери) — британский писатель-фантаст. Считается представителем «новой волны» в британской фантастике. В творчестве Бейли, несмотря на его относительную малоизвестность, содержится много интересных идей. Недооцененный в своё время, Бейли оказал влияние на Брайана Стэйблфорда и Брюса Стерлинга.
Окончил школу в Шропшире, работал в министерстве обороны Великобритании, затем в 1955—1957 служил в Королевских ВВС. В научной фантастике дебютировал в 1954. В 1969 женился и переехал в Телфорд, графство Шропшир. Был редактором журнала «Новые миры» (англ. New Worlds) и публиковался в нём. Умер от рака в больнице города Шрусбери.
Выступал под псевдонимами Питер Ф. Вудс (англ. Peter F. Woods), Алан Омбри (англ. Alan Aumbry), Джон Даймонд (англ. John Diamond).
Бейли чаще всего пишет в жанре космической оперы и темпоральной фантастики. Наиболее известны его романы «Курс на столкновение» (англ. Collision Course, 1972), «Падение Хронополиса» (англ. The Fall of Chronopolis, 1974), «Одежды Кайана» (англ. The Garments of Caean, 1976).
Как отмечается в официальном некрологе Ассоциации американских фантастов, Бейли больше известен благодаря своему влиянию на творчество других писателей, чем благодаря успеху собственных произведений.
По словам Дэвида Лэнгфорда, его «лучшие произведения соединяют доблестный дух космической оперы с борхесианскими интеллектуальными фейерверками».
«Свойственные его произведениям обыгрывание с серьёзнейшей миной самых невразумительных научных идей и тяга к сюрреальным приключениям во времени и пространстве делают его больше европейским, чем английским».

## Награды и номинации
- 1983 — номинация на премию Филипа К. Дика за роман «Оружие дзен» (англ. The Zen Gun).